# (138979) Černice
(138979) Černice, désignation internationale (138979) Cernice, est un astéroïde de la ceinture principale.

## Description
(138979) Cernice est un astéroïde de la ceinture principale. Il fut découvert le 14 février 2001 à l'Observatoire Kleť par Miloš Tichý. Il présente une orbite caractérisée par un demi-grand axe de 2,18 UA, une excentricité de 0,08 et une inclinaison de 6,5° par rapport à l'écliptique.

## Compléments